# Marchas Populares

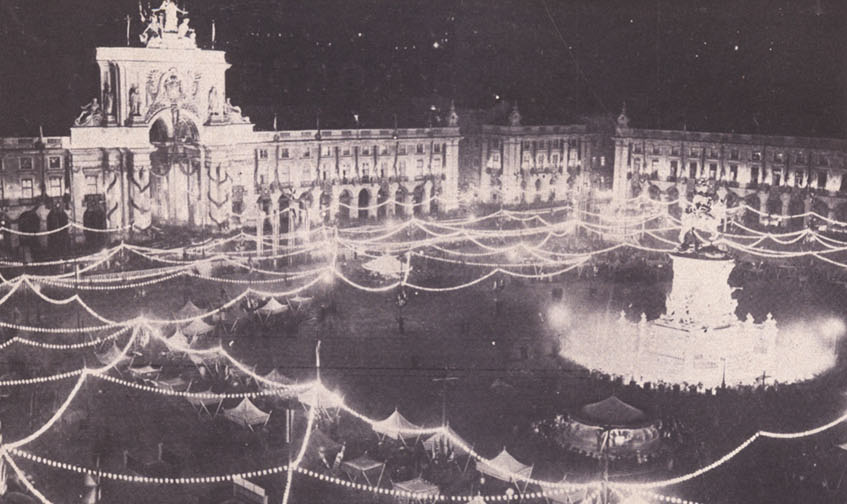
Die Marchas Populares, auch Santos Populares, auf der Praça do Comércio (1934)

Die Marchas Populares (Portugiesisch für: Volkstümliche Umzüge) sind ein traditioneller Festumzug in der portugiesischen Hauptstadt Lissabon. Sie finden jährlich am 12. Juni statt und bilden den Höhepunkt der Festivitäten zu Ehren des Stadtheiligen Santo António. Häufig werden diese Feiertage deshalb auch Santos Populares, volkstümliche Heilige genannt.
Der Umzug besteht aus Tanzgruppen der Stadtviertel Lissabons, die im Wettbewerb gegeneinander antreten. Der erste Umzug fand 1932 statt.
Es gibt diese Marchas Populares auch in anderen Städten, so dass sie meist mit Namenszusatz genannt werden, etwa Marchas Populares de Setúbal usw. Landesweit am bekanntesten sind jedoch die Marchas Populares de Lisboa, so dass sie meist einfach Marchas Populares genannt werden. Sie werden in Fados und volkstümlichen Liedern besungen, werden im Fernsehen gezeigt, und dienen als Kulisse für Portugiesische Filme, insbesondere in den Comédias portuguesas.